# Austrorissopsis
Austrorissopsis is een geslacht van weekdieren uit de klasse van de Gastropoda (slakken).

## Soorten
- Austrorissopsis castlecliffensis (Finlay, 1930) †
- Austrorissopsis consobrina (Tate & May, 1900)
- Austrorissopsis fricta (Finlay, 1930) †
- Austrorissopsis maccoyi (Tenison-Woods, 1876)
- Austrorissopsis ponderi Grant-Mackie & Chapman-Smith, 1971 †